# جرموآبو
جرموآبو (به پرتغالی: Jeremoabo) یک منطقهٔ مسکونی در برزیل است که در باهیا واقع شده‌است. جرموآبو ۴٬۶۵۶٫۲۶۷ کیلومتر مربع مساحت و ۴۰٬۶۵۱ نفر جمعیت دارد و ۲۷۲ متر بالاتر از سطح دریا واقع شده‌است.